# Драфт WWE 2008 года
Драфт World Wrestling Entertainment (WWE) 2008 года проходил на арене «AT&T-центр» в Сан-Антонио (штат Техас) 23 июня 2008 года. Показ шоу осуществлялся на канале USA Network. Второй год подряд в драфте принимали участие три бренда WWE: Raw, SmackDown! и ECW. Под драфт попадают суперзвезды (рестлеры мужчины), дивы (рестлеры женщины), а также другие работники WWE.

## Поединки
По ходу программы представители брендов RAW, ECW и SmackDown! принимали участие в матчах, которые определяли, какой бренд получит одно или более прав выбора. В рамках шоу было проведено 9 матчей, в которых RAW выиграло 4 раза, SmackDown! — 3 раза, ECW — 1 раз. Один матч победителя не выявил.
| # | Поединки | Условия                                                             | Победитель                         |
| - | --- | ------------------------------------------------------------------- | ---------------------------------- |
| 1 | Raw: Triple H против SmackDown: Марка Генри | Поединок один на один за право одного выбора                        | Raw: Triple H                      |
| 2 | SmackDown: Финли и Хорнсвогль против Raw: Карлито и Сантино Марелла | Командный поединок за право одного выбора                           | SmackDown: Финли и Хорнсвоггл      |
| 3 | Raw: Хардкор Холли и Коди Роудс против ECW: Чаво Герреро и Бэм Нили | Командный поединок за право одного выбора                           | Raw: Хардкор Холли и Коди Роудс    |
| 4 | ECW: Джон Моррисон и Миз против SmackDown: Hardy Boyz (Мэтта и Джеффа) | Командный поединок за право одного выбора                           | ECW: Джон Моррисон и Миз           |
| 5 | Raw: Мелина и Микки Джеймс против SmackDown: Натальи и Виктории | Командный поединок за право выбора комментатора                     | Raw and SmackDown: Без победителя  |
| 6 | Raw: Джон Сина против SmackDown: Эджа | Поединок один на один за право одного выбора                        | Raw: Джон Сина                     |
| 7 | SmackDown: Монтел Вонтевиус Портер против ECW: Томми Дримера | Поединок один на один за право одного выбора                        | SmackDown: Монтел Вонтевиус Портер |
| 8 | Raw: Джон «Брэдшоу» Лэйфилд против ECW: Кофи Кингстона | Поединок один на один за право одного выбора                        | Raw: Джон «Брэдшоу» Лэйфилд        |
| 9 | Raw: Джон Сина, Triple H, Батиста, СМ Панк и Кейн против SmackDown: Биг Шоу, Эджа, Великого Кали, МВП и Джеффа Харди против ECW: Мэтта Харди, Джона Моррисона, Миза, Чаво Герреро и Шелтона Бенджамина | Королевская битва 15 рестлеров с трёх брендов за право двух выборов | SmackDown: Эдж                     |

## Выбор
| Выбор | В бренд   | Кто перешел (настоящее имя)   | Должность   | Из бренд  |
| ----- | --------- | ----------------------------- | ----------- | --------- |
| 1     | Raw       | Рей Мистерио (Рей Мистерио)   | рестлер     | SmackDown |
| 2     | SmackDown | Джефф Харди                   | рестлер     | Raw       |
| 3     | Raw       | СМ Панк (Филл Брукс)          | рестлер     | ECW       |
| 4     | ECW       | Мэтт Харди                    | рестлер     | SmackDown |
| 5     | SmackDown | Джим Росс                     | Комментатор | Raw       |
| 6     | Raw       | Майкл Коул (Майкл Култхард)   | Комментатор | SmackDown |
| 7     | Raw       | Батиста (Дэйв Батиста)        | рестлер     | SmackDown |
| 8     | SmackDown | Умага (Эдди Фату)             | рестлер     | Raw       |
| 9     | Raw       | Кейн (Глен Якобс)             | рестлер     | ECW       |
| 10    | SmackDown | Мистер Кеннеди (Кен Андерсон) | рестлер     | Raw       |
| 11    | SmackDown | Triple H (Пол Левеск)         | рестлер     | Raw       |

## Дополнительный драфт

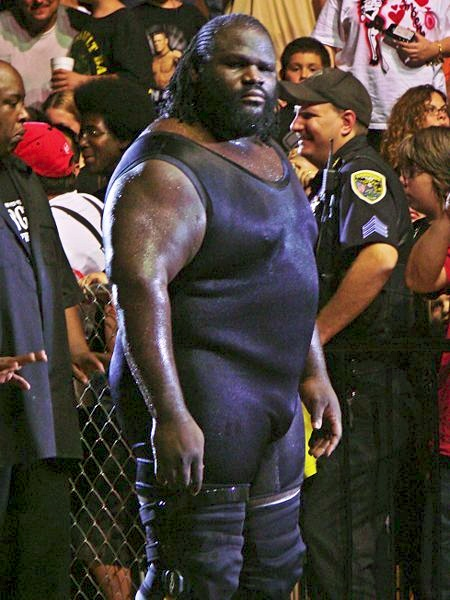
Марк Хенри был выбран под номером 12

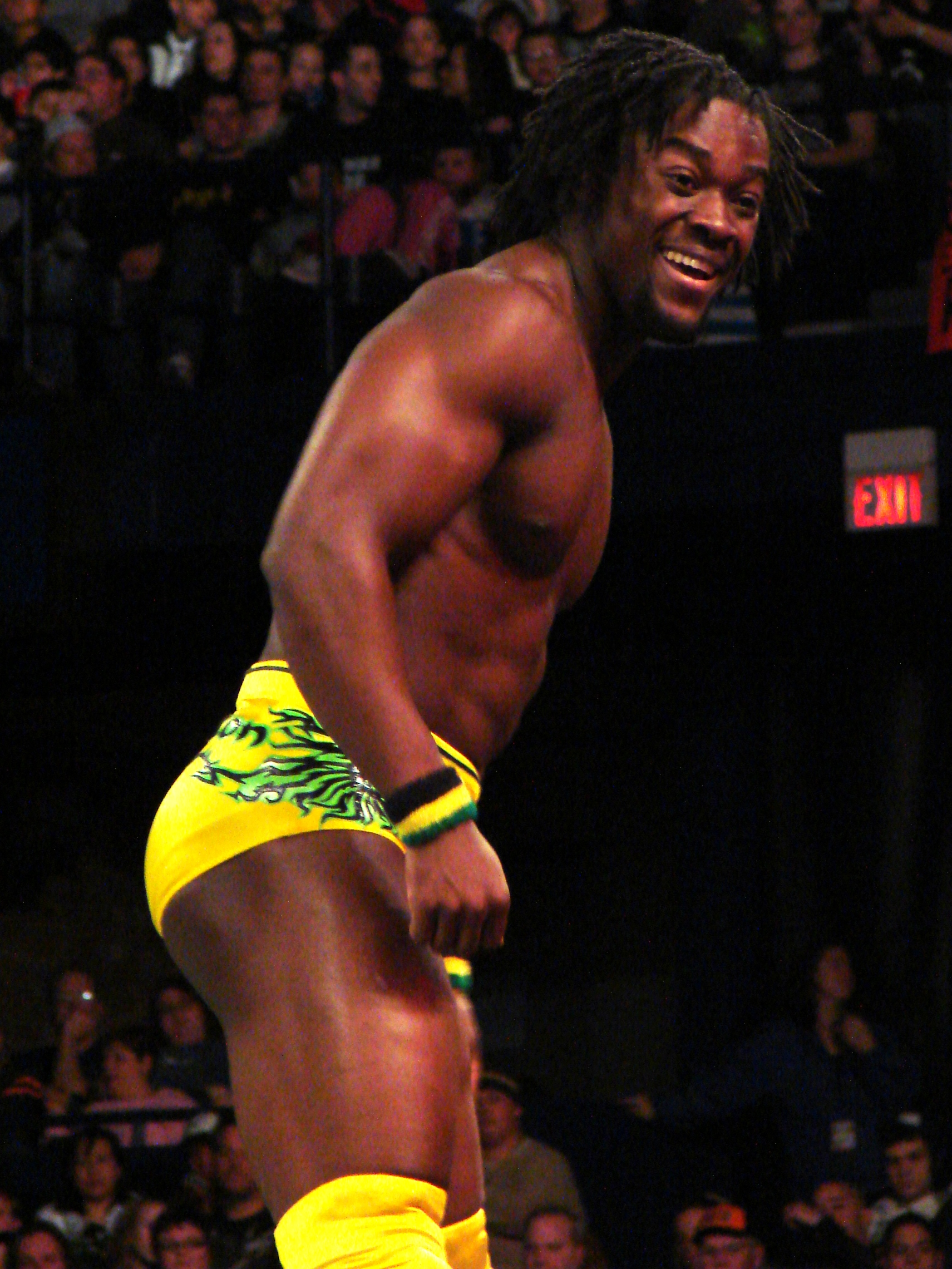
Кофи Кингстон стал последним 28 выбором на драфте

| Выбор | В бренд   | Кто перешел (Настоящее имя)           | Роль    | Из бренда |
| ----- | --------- | ------------------------------------- | ------- | --------- |
| 12    | ECW       | Марк Хенри                            | рестлер | SmackDown |
| 13    | Raw       | Джими Ноубл (Джеймс Гибсон)           | рестлер | SmackDown |
| 14    | SmackDown | Снитски (Юджин Снитски)               | рестлер | Raw       |
| 15    | SmackDown | Биг Дэдди V (Нельсон Фрейзер младший) | рестлер | ECW       |
| 16    | Raw       | Дьюс (Джимми Райх младший)            | рестлер | SmackDown |
| 17    | SmackDown | Дэвид Харт Смит (Гарри Смит)          | рестлер | Raw       |
| 18    | ECW       | Хорнсвоггл (Дилан Постл)              | рестлер | SmackDown |
| 19    | ECW       | Супер Крейзи (Франциско Айслэс)       | рестлер | Raw       |
| 20    | Raw       | Чак Палумбо                           | рестлер | SmackDown |
| 21    | SmackDown | Брайан Кендрик                        | рестлер | Raw       |
| 22    | Raw       | Мэтт Страйкер (Мэттью Кэй)            | рестлер | ECW       |
| 23    | SmackDown | Мария (Мария Канеллис)                | Дива    | Raw       |
| 24    | SmackDown | Шелтон Бенджамин                      | рестлер | ECW       |
| 25    | ECW       | Финли (Дэйв Финли)                    | рестлер | SmackDown |
| 26    | SmackDown | Карлито (Карли Колон)                 | рестлер | Raw       |
| 27    | Raw       | Лейла (Лейла Эл)                      | Дива    | ECW       |
| 28    | Raw       | Кофи Кингстон (Кофи Саркоди-Менса)    | рестлер | ECW       |